# Скобелевский комитет
Ско́белевский комите́т (также Ско́белевский комите́т уве́чным во́инам) — крупнейшая российская общественная организация, созданная для благотворительных целей при Николаевской академии Генерального штаба в 1904 году, в разгар Русско-японской войны. Со временем деятельность комитета обрела немалую просветительскую составляющую, а её военно-кинематографический отдел до 1916 года обладал исключительно монопольным правом производить документальные съёмки на фронтах Первой мировой войны.
Пережив три русские революции, комитет был ликвидирован при Советской власти в апреле 1918 года.

## Создание
Скобелевский комитет попечения о раненых (первоначально — Комитет имени генерал-адъютанта М. Д. Скобелева для выдачи пособий потерявшим на войне способность к труду воинам) был создан в связи с Русско-японской войной в ноябре 1904 года в Санкт-Петербурге по инициативе сестры М. Д. Скобелева, княгини Н. Д. Белосельской-Белозерской и с самого начала находился под высочайшим покровительством императора Николая II. 
Фактически, Николай II одобрил образование комитета раньше — 15 апреля 1904 года. Первый устав утвердили 16 июня 1905 года, согласно ему полное название было «Комитет имени генерал-адъютанта М. Д. Скобелева для выдачи пособий больным и раненым воинам».
Кроме Председательницы комитета его учредителями были генерал-адъютант князь К. Э. Белосельский-Белозерский, генерал-адъютант князь Д. Б. Голицын, генерал-адъютант А. Н. Куропаткин, статс-секретарь князь М. И. Хилков,  генерал от кавалерии П. Д. Паренсов, генерал от инфантерии Н. И. Гродеков, генерал от артиллерии А. Д. Свиньин, генерал от инфантерии Ф. Ф. Палицын, действительный тайный советник В. П. Череванский, генерал-лейтенант Н. П. Михневич, генерал-майор А. Н. Маслов, генерал-майор А. Н. Эрдели, генерал-майор Д. К. Абадзиев, генерал-майор М. И. Ушаков, флигель-адъютант полковник В. Н. Воейков.
Целями комитета были сбор денежных пожертвований для выплаты пособий раненым и больным воинам, а также назначение пенсий военным нижних чинов, лишившихся трудоспособности в ходе боевых действий. Первоначально комитет находился в ведении Министерства внутренних дел. Комитет располагался в одном с академией здании на Суворовском проспекте, 32б. Совет комитета, его основной орган управления, состоял из выбранной пожизненно председательницы — княгини Н. Д. Белосельской-Белозерской и шести членов — военных деятелей России, избираемых на три года на общем собрании. Фактическим председателем комитета являлся товарищ председательницы начальник Николаевской академии Генерального штаба генерал-лейтенант Д. Г. Щербачёв.

## Деятельность
В первое десятилетие комитет существовал в основном как благотворительное учреждение. Средства комитета включали ежегодные и единовременные взносы его членов, единовременные пожертвования лиц всех сословий (деньгами, разного рода имуществом, в том числе недвижимым), кружечные и всякого рода другие сборы, доходы от устраиваемых комитетом публичных мероприятий, а также проценты с имеющихся капиталов и недвижимости. Сбор средств производила созданная по всей стране сеть отделений.
В 1908—1910 годах комитет участвовал в организационных мероприятиях и сборе средств для возведения монумента генералу Скобелеву в Москве. Благотворительные вечера с балами-аукционами проводились не только в Санкт-Петербурге и Москве, но и далеко за пределами столиц. В 1909—1911 годах комитету были пожертвованы крупные усадьбы, в которых устраивались инвалидные дома: Ковровский во Владимирской губернии, Касаевский в Симбирской, Улановский в Черниговской губерниях, а также усадьба в Минской губернии.
В 1909 году был учреждён знак Скобелевского комитета в двух степенях — золотой и серебряный. Знаки присуждались оказавшим особые заслуги комитету лицам по баллотировке большинства Совета комитета в 3/4 голосов. Право ношения знака 1-й степени также давалось почётным членам комитета, членам-учредителям, председательнице и товарищу председательницы. Знак 2-й степени — председателям местных отделений и членам Совета комитета. Право на ношение знака являлось пожизненным.
Идеологически организация отличалась верностью монархическому строю. По состоянии на 1910 год в Совет комитета входили: генерал от инфантерии А. Д. Свиньин, генерал-лейтенант А. Н. Маслов, полковник, флигер-адъютант П. П. Скоропадский, профессор Николаевской академии Генерального штаба А. К. Байов, протоиерей Г. И. Шавельский.
Основным источником доходов комитета вопреки уставу были его торгово-промышленные предприятия. По заданию комитета многочисленные артели инвалидов вырабатывали различные кустарные изделия: письменные принадлежности, настольные календари, роговые очки, противогазы и другое. В 1912 году для комитета приобрёли шестиэтажный доходный дом на пересечении 10-й Рождественской с Мытнинской улицей постройки 1910 года, где среди прочего впоследствии устроили кинолабораторию для обработки плёнки, а также участок по изготовлению надписей.
К началу Первой мировой войны комитет из ведения Министерства внутренних дел перешёл к Военному министерству.
С 1914—1915 годов коммерческие интересы комитета нашли отражение и в широкой просветительной деятельности, для этой цели были созданы военно-кинематографический, издательский, граммофонный и другие отделы.
Под маркой комитета в продажу поступали серии изобразительных почтовых открыток — одними из первых были фотооткрытки с изображением русских солдат — участников Первой мировой войны. За документально-фотографическими последовали оригинальные художественные, к созданию которых привлекались художники Г. И. Георгиев, Н. С. Самокиш, А. С. Першин, В. Н. Михайлов-Северный, Г. А. Заборовский. Бо́льшая часть открыток содержала цветные изображения, напоминающие акварельный рисунок, на них портреты лиц императорской фамилии, военные действия русской армии, солдатский быт, приготовленные для борьбы с неприятелем снаряды и другие, связанные с темой войны и ориентированные на поддержание веры у населения в победу над врагом. Также комитетом издавались книги и фотоальбомы. К составлению одного из альбомов привлекли П. А. Оцупа. Публикации комитета выходили в журналах и газетах «Вечерний курьер», «Кине-журнал», «Кино-газета», «Московский вечерний час», «Одесский листок», «Петроградский листок», «Проэктор», «Раннее утро», «Русская Воля», «Русский инвалид», «Свободный журнал», «Сине-фоно» и впоследствии — «Известия Московского Совета», «Новая Петроградская газета». В феврале 1916 года комитет анонсировал выпуск собственного журнала «Экран России», посвящённого интересам отечественной кинематографии. Его важнейший отдел «Кинематограф для войск» имел корреспондентов на всех фронтах Русской армии.
Поскольку интерес к неигровому кино в России был изначально высок, помимо производства собственной кинохроники комитет прокатывал военные фильмы, снятые во Франции, Великобритании, и нередко выпускал их русские варианты.
Кинематографический отдел Скобелевского комитета взял на себя пропаганду военного займа во всех городах России при посредстве кинематографа. Для этой цели будут демонстрироваться все ленты Скобелевского комитета, иллюстрирующие боевые эпизоды.
Возникший к августу 1916 года кризис с поставляемой из-за границы негативной и позитивной киноплёнкой вынудил российских владельцев кинофабрик объединиться для оформления ходатайства к Правительству о ввозе в Россию из Америки потребного количества плёнки через Архангельский порт. Инициативу ходатайства возложили на Скобелевский комитет, единогласно избрав его представителя полковника Я. П. Левошко председателем комиссии, а также собрания. Аналогичное обращение адресовали директору Московского отделения акционерной компании «Кодак» г-ну П. Гастону Доону.
В результате последовавшей после Февральской революции реорганизации комитет перешёл в ведение Временного правительства из монархического стал эсеро-меньшевистским, в связи с этим в печати было объявлено о решении коренным образом изменить деятельность комитета и его кинематографического отдела в частности. В марте 1917 года дела от подполковника Я. П. Левошко принял назначенный управляющим делами комитета подпоручик В. И. Дементьев. Московское отделение комитета возглавил К. М. Бреннер (по другим данным — В. М. Бреннер). В апреле 1917 года мандат от Петроградского Совета рабочих и солдатских депутатов на представительство в комитете получил Г. М. Болтянский.
Постановлением Временного правительства с июня 1917 года комитет находился под опекой Министерства государственного призрения, в конце июля просветительный отдел вновь отошёл Военному министерству. После разделения имущества комитета на благотворительный и просветительный отделы, последний стал именоваться Скобелевским просветительным комитетом и перешёл в ведение Министерства народного просвещения.
По новому уставу, принятому на общих собраниях сотрудников в Петрограде и Москве в декабре 1917 года, правление комитета стало выборным. Главнейшей задачей комитета становилось «распространение знаний в широких народных массах Российской республики и поднятие культурного их уровня, вместе с развитием художественного вкуса». Эти задачи ложились на три основных отдела комитета: издательский, просветительно-научный и кинематографический.

## Военно-кинематографический отдел
По поручению Военного министерства комитет осуществлял документальные съёмки военно-образовательного и воспитательного содержания ещё до образования профильного отдела. Для заложенной в 1913 году в Царском Селе Палаты-хранилища собрания «Войны России» (впоследствии — Государева Ратная палата) были выпущены фильмы «Гимнастика на машинах», «Конская езда г.г. офицеров». Отдельные показы проходили в присутствии императора Николая II.
К моменту официального открытия военно-кинематографического отдела в марте 1914 года фильмов о состоянии войск, строевой службе, военном быте было произведено уже не менее шести. По воспоминаниям комиссара Скобелевского комитета Михаила Кресина, идея создания киноотдела в 1913 году принадлежала штабс-капитану Н. Д. Селивановичу (1882—1915) (в других источниках — Селиванов). Возглавил отдел ставленник Николаевской военной академии полковник Я. П. Левошко.
Военно-кинематографический отдел Скобелевского комитета был отдан на откуп тёмному дельцу Ф. Кару, который и не хотел и не мог развернуть по-настоящему военные съёмки.
Но производственные возможности Военно-кинематографического отдела на первых порах были ничтожны, не было специалистов и собственной технической базы, отсутствовали связи с прокатными конторами, могущими распространять его фильмы. Поначалу фильмокопии печатались в чужих лабораториях (этим объясняется наличие фабричных марок прокатчиков в заголовках, а также отсутствие единообразия в их техническом оформлении) и затем отдавались в прокат другим фирмам.
Кроме кинохроникальных фильмов отдел также производил специальные драмы и комедии на военные темы.
Собственное киноателье вскоре появилось в Москве на Верхней Масловке, а кинолаборатория — в Петрограде — комитет выкупал у кинопредпринимателей принадлежавшие им здания вместе с оборудованием. Руководство отдела оставалось в Петрограде, перебравшись в 1915 году на Николаевскую улицу, 8.
Из-за начавшейся Первой мировой войны закрылись границы, остановился импорт иностранной кинопродукции — это поспособствовало быстрому развитию собственной кинопромышленности. Возрос и интерес зрителей к кинохронике как источнику информации о войне, изменившей жизнь всей страны в целом и буквально каждой семьи в отдельности. Многие крупные кинопредприниматели захотели производить съёмки в действующей армии на фронте. Первым с ходатайством направить своих операторов обратился Дранков, за ним аналогичные просьбы последовали от Торгового дома Ханжонкова, «Пате́» и «Гомо́н», но никому из них получить разрешение не удалось. Воспользовавшись покровительством царя, комитет получил монополию на производство кинохроники военных действий — к съёмкам теперь допускались только находившиеся у него на службе кинооператоры, направляемые на различные участки фронтов приказом начальника Штаба Верховного Главнокомандующего. В разное время к отделу были прикомандированы Георг Эрколь, Александр Ягельский, Николай Топорков, Янис Доред (И. Д. Доред), Пётр Новицкий, Пётр Ермолов, Станислав Зебель. Военную цензуру при проведении съёмок на театре военных действий осуществляли специально выделенные офицеры.
… операторы освещали события на фронтах скупо, вяло, неинтересно и, мягко выражаясь, не всегда объективно.

Скобелевский комитет на все фронты разослал операторов. Операторы переносили все тяготы фронтовой жизни, работали под огнём противника и дали немало образцов хороших хроникальных фильм («Падение Перемышля», «Взятие Эрзерума», «Осада Львова» и т. п.)
— Александр Медведкин, из анализа кинохроники Скобелевского комитета, 1927
Хроникальная и игровая кинопродукция военной поры отличалась идеологической ангажированностью и в основном содержала монархический и милитаристский дух. Кроме фильмов с начала войны по 1915 год регулярно выходили выпуски «Русской военной хроники» (не менее 21 выпуска).
С 1915 года работал Владислав Старевич, призванный на военную службу и тут же взятый комитетом в качестве режиссёра. Июльский номер «Кине-журнала» анонсировал с 1 сентября 1916 года «регулярный выпуск исключительно русских картин производства комитета. Программы будут выпускаться четыре раза в месяц и заключать в себе: русскую драму, русскую комедию и русскую военную хронику». На службу в отдел были приглашены операторы-хроникёры московского отделения Pathé и Gaumont, а также группа кинематографистов, в числе которых были Борис Михин, Александр Иванов-Гай, Александр Левицкий, фоторепортёры Александр Дорн и Иван Кобозев (также работавший в лаборатории).

Качество лент не интересовало людей типа Ф. Кару, забравших все дела кинематографического отдела в свои руки. Их гораздо больше заботила коммерческая выгода, и поэтому, ради быстроты выпуска фильмов, проявка и печать уникального материала очень часто производились неквалифицированными людьми на полукустарной, примитивно оснащённой фабрике.
— Владимир Магидов, из материалов международной научной конференции, Москва, 18 июня 2014
К 1916 году руководство Военно-кинематографического отдела перебралось в Москву (Саввинское подворье на  ул. Тверской, 24, кв. 1), отделение работало в Киеве (ул. Столыпинская, 7). К марту 1916 года отделение открыли на Юге России, в Одессе (ул. Дерибасовская, 18), его представителем назначили М. О. Гроссмана, представлявшего на Юге французскую компанию Gaumont, в середине года — в Самаре (ул. Дворянская, 110, представитель Р. Ф. Кару).
Монополия комитета на съёмку событий Первой мировой войны просуществовала до конца 1916 года.
По инициативе Г. М. Болтянского в конце марта 1917 года был организован отдел социальной хроники, занимавшийся съёмками важнейших общественных событий в среде рабочего класса, сам Болтянский стал его заведующим. Под давлением исполкома Петроградского совета рабочих и солдатских депутатов отделом социальной хроники были произведены съёмки народных митингов и демонстраций в день первомайского праздника в Петрограде (съёмки анологичных мероприятий прошли во Владивостоке, Ярославле, Москве). К июлю был дополнительно организован отдел народного кинематографа (его представитель — О. О. Лавцевич) и отдел цветной фотографии под руководством К. Ф. Коняева.
Августовская забастовка внешне благотворительного, а по существу государственного киноотдела в Петрограде явилась отголоском серии забастовок, охватившей весной — летом 1917 года более двух десятков разных кинопредприятий обеих столиц. В забастовке киноотдела приняли участие 250 человек. Требованиями были: прибавка жалования, введение в правление представителей рабочих и служащих, контроль над финансовыми операциями, приём и увольнение рабочей силы. Бастующие были жёстко подавлены управделами комитета В. И. Дементьевым.
Основная часть снятых комитетом революционных событий с июля по октябрь 1917 года предназначалась для собственного киножурнала «Свободная Россия», всего успели выйти 13 номеров.
К концу 1917 года военно-кинематографический отдел назывался кинематографическим и подразделялся на три секции: художественная, социальная и научная. В январе 1918 года при отделе открыли «Студию экранного искусства», к работе в ней привлекались А. Н. Бенуа, Н. Н. Евреинов, В. Л. Юренева, одним из выступивших там с лекцией был В. Э. Мейерхольд.
С начала 1918 года Военно-кинематографический отдел именовался Социально-кинематографическим отделом комитета, а должность помощника заведующего занял М. Е. Кольцов.
МАРТ 1918 Г. СРОЧНАЯ МОСКВА СКОБЕЛЕВСКИЙ [комитет] ЗПТ
КОПИЯ СОВДЕП ПРЕОБРАЖЕНСКОМУ ТЧК
СОГЛАСНО ПИСЬМУ ЛЕНИНА И ТРЕБОВАНИЮ КОМИССАРИАТА ИНОСТРАННЫХ ДЕЛ НЕОБХОДИМО СРОЧНО ОТПЕЧАТАТЬ [в] ТЕЧЕНИЕ НЕДЕЛИ ДЛЯ АМЕРИКИ 5 ЭКЗЕМПЛЯРОВ ПОЗИТИВА БЕЗ НАДПИСЕЙ «ЦАРЯ НИКОЛАЯ» И 10  ЭКЗЕМПЛЯРОВ «ОКТЯБРЬСКОГО ПЕРЕВОРОТА»
В целях распространения социалистических идей за рубежом Правительство Советской Республики направляло для проката за границей наиболее удачные с точки зрения идеологии фильмы комитета. В архиве документооборота сохранилась телеграмма Петроградского отделения Скобелевского просветительного комитета Московскому отделению и Моссовету о двух лентах 1917 года «Царь Николай II, самодержец Всероссийский» и «Октябрьский переворот. Вторая революция».

### Кинофильмы
1913
- Гимнастика на машинах (документальный)[97]
- Конская езда г.г. офицеров (документальный)[97]
- Лейб-гвардии Сапёрный батальон. Июля 8 дня 1913 года (документальный)[98]
- Наводка моста через Неву (документальный)[98]
- Наводка мостов (документальный)[97]
- Прожекторная станция (документальный)[97]
- Редут и способы преодоления проволочных заграждений (документальный)[97]
- Ротное учение (документальный)[97]
- Смена караула лейб-гвардии Павловского военного училища (документальный)[комм. 18]

1914
- Наши казаки на войне (документальный)[25]
- Открытие Тавризской железной дороги (документальный)
- Подвиг рядового Василия Рябова (реж. А. Иванов-Гай; совместно с Обществом «Гомон»[99]; не сохранился)
- Страничка жизни (документальный)[25]

1915
- Без жён (реж. В. Старевич)[100]
- Белый генерал (реж. Н. Спиридонов и А. Иванов-Гай; совместно с Акционерным обществом А. Дранков; не сохранился)[101]
- Бой под Барановичами (документальный)[102]
- В огне страстей и страданий (реж. А. Иванов-Гай)[103]
- Жизнь — это глупая шутка (реж. А. Иванов-Гай; не сохранился)[104]
- Житель необитаемого острова / Фавн (реж. В. Старевич)[104]
- И жизнь разбита… и тяжкий звон цепей… / Солнце всходит и заходит (реж. Н. Ларин)[105]
- История одной девушки[106] (реж. Б. Глаголин)[107]
- Кавказская туземная дивизия. Молитва перед боем (документальный)[102]
- Как немец обезъяну выдумал (реж. В. Старевич)[108][109]
- Лилия Бельгии (реж. В. Старевич)
- Люди — рабы… только море свободно / Тайна Чёрного моря (реж. В. Старевич и Н. Ларин)[110][111]
- На ратный подвиг во славу русского оружия (реж. Б. Светлов, Г. Инсаров) [112][113]
- Ночные приключения дарят нам наслаждения (реж. В. Старевич)[114]
- Обстрел Керасунда и Орду. Приморский район (документальный)[102]
- Падение и сдача Перемышля 9 марта 1915 г. / Падение, сдача и вступление русских войск в Перемышль (документальный)[25]
- Портрет (реж. В. Старевич; сохранились 2 части)[115]
- Последний нынешний денёчек (реж. Н. Ларин)[116]
- Тамань / Герой нашего времени (реж. В. Старевич)[117][118], не сохранился)

1916
- 1914 — 1916 гг.[119]
- Английские войска в Москве (документальный)[25]
- Бациллы войны и мира (реж. В. Старевич)[106]
- Белый генерал[119]
- Бог правду видит, да не скоро скажет / Народная быль (реж. Н. Ларин)[120]
- Бой в Буковине (документальный)[25]
- Буковинский прорыв / Боевые действия кавалерии в Буковине (документальный)[25]
- Бывали дни весёлые, гулял я, молодец… (реж. А. Ивонин)[106][121] (не сохранился)
- В лагере турецких военнопленных на острове Нарген (Каспийское море) (документальный)[122]
- Великие битвы великой войны
- Галицийский прорыв / Боевые действия армии генерала Щербачёва (документальный)[25]
- Генерал-адъютант А. А. Брусилов, Главнокомандующий армиями Юго-Западного фронта, одержавший блестящие победы в начатом им с 22 мая с. г. наступлении на Австрию
- Генерал-адъютант А. А. Брусилов, его штаб и пленные, взятые в последних боях
- Германские варвары в Бельгии (документальный)[123]
- Дачный астроном[124]
- Два подростка[125]
- Доброе сердечко[124]
- Женитьба Поля[124]
- Жених по дешёвой цене[124]
- Женщины курорта не боятся даже чёрта / Дамы курорта не боятся даже чёрта (реж. В. Старевич)[126]
- Жизнь пчёл (научный)[26]
- Знамёна победно шумят (Вторая Отечественная война 1914—17 г. (документальный)[127][128]
- К гибели «Португалии» (документальный)[123]
- Каторжанка / Песнь тайги (реж. В. Старевич)[129][130]
- Когда я на почте служил ямщиком… (реж. Н. Ларин)[131][132]
- Кощунство немцев в Дубно (документальный)[25]
- Кощунство немцев в Почаевской лавре (документальный)[25]
- Лихо одноглазое (реж. Н. Ларин)[26]
- Любовные вибрионы (реж. В. Старевич)[106]
- На варшавском тракте / Дочь корчмаря / Чёрные вороны (реж. В. Старевич)[125][133] (не сохранился)
- Надежда России (реж. Н. Ларин)[119][134]
- Наши враги у нас в плену (документальный)[135]
- Не для меня придёт весна / Похмелье любви (реж. А. Ивонин)[136][137]
- Немецкие кощунства над православными святынями в освобождённых нашими доблестными войсками городах Дубно и Почаеве (документальный)[25]
- Падение Трапезунда и вступление в него наших доблестных войск (документальный)[138]
- Пан Твардовский (реж. В. Старевич)[139]
- Песня тайги (реж. В. Старевич)[124]
- Под вечер осенью ненастной (реж. Н. Ларин)[140]
- Под русским знаменем / Вторая Отечественная война 1914—1915 гг. (документальный)[74][106][141]
- Полёты военных лётчиков на Кавказском фронте / Полёты над завоёванной землёй в Анатолии (документальный)[25][122]
- Польская бригада (документальный)[136]
- Приговор неба безумию земли[142]
- Солнце всходит и заходит, а в тюрьме моей темно[143]
- Спите, орлы боевые / Отец и сын на поле брани / Подвиг прапорщика (реж. А. Ивонин)[136][144]
- Так вот тебе, коршун, награда за жизнь воровскую твою! (реж. Н. Ларин)[140]
- Тяжёлый крест достался ей на долю (реж. А. Ивонин)[145]
- Улетело, как сон, моё счастье / Драма босяка (реж. А. Ивонин)[137][146]
- Умер бедняга в больнице военной / Солдатская жизнь (реж. А. Ивонин)[121][147]
- Что сказал генерал-адъютант Брусилов? (документальный)[148]
- Чучело гороховое[124]
- Штурм и взятие Эрзерума (документальный)[112]
- Эй вы, залётные, мчитесь быстрее (реж. А. Ивонин)[106]
- Эрос и Психея[119]
- Я вас люблю, и вы поверьте[124]

1917
- 1-е мая всемирный праздник труда и братства народов в Кронштадте[149]
- 1-е мая Всемирный праздник труда и братства народов (Петроград)[149]
- Арина — мать солдатская / Рабочая слободка (реж. А. Ивонин)[129][150]
- Бог правду видит, да не скоро скажет (реж. Н. Ларин)[151]
- В дни мирных переговоров на фронте[152]
- Великие дни революции в Москве (28 февраля — 4 марта 1917 г.) (документальный)[153]
- Государственное совещание в Москве 12—15 августа 1917 г. (документальный)[87]
- К народной власти (документальный; реж. В. Старевич)[154][155]
- Кино-Вампука (реж. В. Старевич)[156]
- Конец мессии[157]
- Конёк-скакунок (реж. В. Старевич)[158]
- Красотка Настя[159]
- Крылья Эроса (реж. Я. Вишневский)[156]
- Маленькая актриса (реж. В. Старевич)[156]
- Манифестация 18-го июня[149]
- Невольники страстей и порока / Шквал (реж. Н. Ларин)[160]
- Новообращённый[157]
- Октябрьский переворот. Вторая революция (документальный; частично сохранился)[161]
- Похороны жертв революции (3 серии, в т. ч. «Похороны жертв революции в Киеве. Украинское движение»[25])[149]
- Рыцарь лёгкой наживы / Радотель (реж. Н. Ларин)[160]
- Сашка-наездник / Позолоченная гниль (реж. В. Старевич; сохранился без титров)[162][163]
- Слуга народа[157]
- Спекулянты / Дочь спекулянта (реж. А. Ивонин; не сохранился)[164]
- Так было, но так не будет / Канун свободы (реж. Н. Ларин; сохранился без титров)[165][166]
- Тёмная вера (реж. В. Старевич)[167]
- Тёмное дело (реж. В. Старевич)[164]
- Товарищь Елена / Елена Чернецкая (реж. Б. Михин)[164]
- Царь Николай II, самодержец Всероссийский (реж. А. Ивонин, Б. Михин; не сохранился)[154][168]

1918
- Всероссийский съезд Советов (документальный)[25]
- К открытию и роспуску Учредительного собрания (документальный)[169]
- Красная Финляндия (февраль 1918 г.) (частично сохранился)[149]
- Открытие и роспуск Учредительного собрания (документальный)[25]
- Первомайские торжества 1918 г. в Москве (документальный)[25]
- Полтора пуда (документальный)[25]
- Похороны 5 января (документальный)[25]
- Разоружение московских анархистов (документальный)[25]
- Что есть истина[155]

Количество произведённых комитетом фильмов до сих пор даже приблизительно не подсчитано.

## Ликвидация
В декабре 1917 года комитет был переименован в Скобелевский просветительный комитет. Государственная комиссия по просвещению под председательством А. В. Луначарского на первое время предоставила просветительной организации самостоятельность. Управляющим делами и фактически председателем Правления комитета остался В. И. Дементьев, Г. М. Болтянский был избран его заместителем.
Я явился в Смольный и получил распоряжение о съёмках. Скобелевский комитет продолжал существовать. Луначарский дал ему автономию.Из воспоминаний Григория Болтянского
Однако идейная позиция комитета находилась под строгим государственным контролем Наркомпроса РСФСР, отслеживавшего отныне выпуск всей его кинопродукции.
В начале марта 1918 года имущество Петроградского отделения комитета эвакуировали в Москву. На заседании Государственной комиссии по просвещению, проходившем 19 марта 1918 года под председательством Н. К. Крупской, было принято решение о передаче комитета Наркомпросу РСФСР и о национализации его киноотдела (других отделов это тогда не коснулось). Роль киносъёмки как средство агитации и пропаганды признавалась важнейшей — визуальный образ куда доходчивее воспринимался полуграмотным населением, чем невыразительный печатный текст.
Но уже 15 апреля 1918 года настала окончательная ликвидация комитета, совпавшая с декретом СНК РСФСР от 12 апреля 1918 года «О памятниках Республики» и уничтожением одним из первых Памятника генералу Скобелеву в Москве. Все капиталы и оставшееся имущество отделов комитета были национализированы.
Вдогонку, летом 1918 года постановлением Наркомпроса многие фривольные картины комитета оказались запрещенными к демонстрации. В их числе: «Дамы курорта не боятся даже чёрта», «Любовнику не повезло», «Ревнивая собака», «Тёмные души».
Национализированное в результате Октябрьского переворота техническое оборудование и лаборатория комитета послужили основной материальной базы первых советских киноучреждений. Движимое и недвижимое имущество в Петрограде достались созданному Петроградскому кинокомитету северных коммун («Киносев») во главе с Д. И. Лещенко. На базе Московского филиала создали Всероссийский фото-кино комитет (ВФКК), в дальнейшем отдел (ВФКО) — при Наркомпросе. Операторы, режиссёры, технический персонал, принявшие революцию, в дальнейшем составили кадровый костяк советской кинематографии.

## Комментарии
1. ↑  Княгиня Надежда Дмитриевна Белосельская-Белозерская, урожд. Скобелева (1846(7)—1920) — супруга крупного нефтяника Т. Ф. Белосельского-Белозерского, одного из акционеров фирмы «Биофильм»[1].
2. ↑  Согласно раннее опубликованным исследованиям историка кино В. С. Росоловской датой высочайше утверждённого Устава комитета считалось 29 февраля 1909 года[5].
3. ↑  В числе почётных членов комитета были В. Н. Коковцов, Д. А. Милютин, А. А. Поливанов, П. А. Столыпин, В. А. Сухомлинов, В. Б. Фредерикс[15].
4. ↑  В. М. Магидов о комитете: «…полублаготворительное, полувоенное, полугосударственное учреждение, отличающееся от частных фирм более откровенным проявлением своей преданности престолу и монархическому строю»[18].
5. ↑  По воспоминаниям А. А. Ханжонкова комитет «вообще выколачивал деньги, чем возможно. Например, администрация добивалась разрешения на исключительное право сдачи напрокат спальных матрацев пассажирам железных дорог»[20].
6. ↑  Первый номер «Экрана России» был главным образом посвящён картине комитета «Штурм и взятие Эрзерума» (1916)[27].
7. ↑  В комиссию, избранную общим собранием владельцев российских кинофабрик, также вошли А. П. Бишов (представитель Торгового дома А. П. Бишов и Г. И. Ширман), А. О. Дранков, Р. Д. Перский, С. А. Френкель, Ф. Э. Кару и А. В. Голдобин в качестве секретаря[34].
8. ↑  Реорганизация Скобелевского комитета проходила под контролем Исполнительного комитета Петроградского и Московского Советов рабочих и солдатских депутатов, большинство в которых имели эсеры и меньшевики[38].
9. ↑  В. И. Дементьев, будучи сотрудником военного министерства, в 1915 году издал брошюру «Кинематограф, как правительственная регалия», в которой выступал за превращение кинематографии в государственную монополию[40]. Советский историк кино Ванда Росоловская характеризует его как «представителя мракобесия и монархической реакции в кинематографии»[41]. В брошюре Дементьева погромная агитация замечательно тесно сплетается с национал-шовинизмом и дряхлыми славянофильскими идеями о самобытности «русской культуры» и «русского самосознания», порабощённых германским рационализмом.Ванда Росоловская, «Русская кинематография в 1917 г.» 1937[42]
10. ↑  На основании даты доклада из протокола заседания Совета Скобелевского комитета, хранящегося в Российском государственном военно-историческом архиве, сотрудник «Ленфильма» историк Александр Поздняков предлагает считать днём учреждения военно-кинематографического отдела 5 (18) марта 1914 года[50].
11. ↑  По изысканиям РГАКФД последних лет удалось установить, что к середине лета 1913 года Скобелевским комитетом было произведено не менее восьми документальных фильмов[52].
12. ↑  В деятельности Скобелевского комитета Яков Павлович Левошко принимал участие с конца 1906 года[54].
13. ↑  Ф. Э. Кару — директор-распорядитель, один из руководителей Военно-кинематографического отдела в Москве[55][56], потерял свою должности коммерческого директора сразу после Февральской революции[43].
14. ↑  В рукописи о кинодеятельности Скобелевского комитета Г. М. Болтянский приводит ряд фильмов о военных успехах под руководством российского самодержца: «Царь в завоёванном крае», «Знамёна победные шумят», «Под русским знаменем» и другие[75].
15. ↑  в Петрограде оставался заведующий кинематографическим отделом Н. Н. Чоков (ул. Знаменская, 41)[81].
16. ↑  По существу
…Скобелевский комитет представлял собою особый тип государственно-капиталистического кинопредприятия, сходный с некоторыми предприятиями военного министерства или с государственными спирто-водочными заводами, но более кустарное, более мелкое по масштабам и производящее не обычные материальные ценности, но ценности идеологические.Ванда Росоловская, «Русская кинематография в 1917 г.» 1937[5]
17. ↑  Из всех выпусков киножурнала «Свободная Россия» сохранился только пятый номер (между тем к моменту национализации в Петрограде имелись все номера[91].
18. ↑  Исследовавший архивные киноматериалы В. Н. Баталин, начальник научно-справочного отдела РГАКФД, определил, что в тексте заголовка допущена серьёзная ошибка: съёмки проведены не в Павловском училище, а в Павловском лейб-гвардии полку. Поэтому название фильма должно было быть «Смена караула лейб-гвардии Павловского полка»[98].
19. ↑  Комедия «Дамы курорта не боятся даже чёрта» в 1918 году ещё была в прокате на переферии Республики, в частности в Барнауле[176].